# Pardosa dorsuncata
Pardosa dorsuncata este o specie de păianjeni din genul Pardosa, familia Lycosidae, descrisă de Lowrie și Dondale, 1981. Conform Catalogue of Life specia Pardosa dorsuncata nu are subspecii cunoscute.